# Wend von Wietersheim

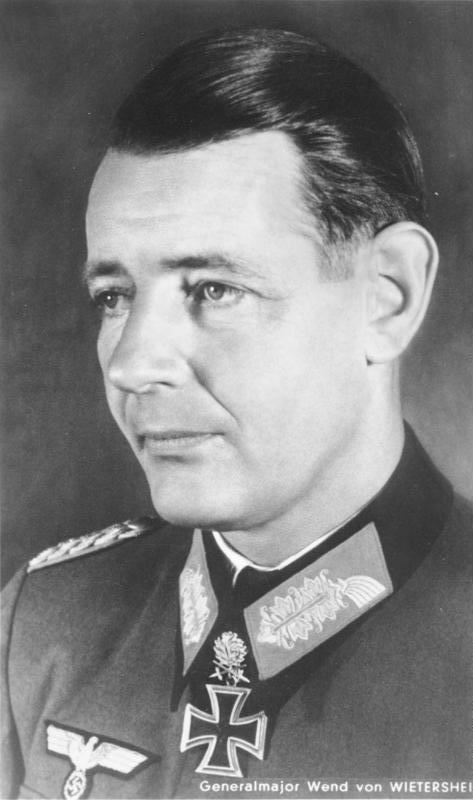
Wend von Wietersheim (1944)

Wend Hans Georg Egmond Herbert Christoph von Wietersheim (* 18. April 1900 in Neuland im Kreis Löwenberg; † 19. September 1975 in Bad Honnef) war ein deutscher Offizier, zuletzt Generalleutnant und Kommandeur der 11. Panzer-Division sowie Kommandierender General im XXXXI. Armeekorps im Zweiten Weltkrieg.

## Leben
Wend von Wietersheim war ein Sohn des Amtsvorstehers, Rittmeisters und Besitzer des Rittergutes Neuland, Walter Eduard Gustav von Wietersheim (1863–1919), und seiner Frau Armgard Henriette Georgine Theodora von Colmar (1868–1949), eine Tochter aus der ersten Ehe von Axel von Colmar. Sein älterer Bruder war der spätere NSDAP-Landtagsabgeordnete und Landrat des Kreises Löwenberg, Mark von Wietersheim (1897–1969). Beide gingen als Zöglinge mit anderen namhaften Gutsbesitzersöhnen auf das Alumnat der Ritterakademie am Dom zu Brandenburg.
Wend von Wietersheim besuchte eine Kadettenanstalt und ging kurz vor Ende des Ersten Weltkriegs am 6. August 1918 als Fähnrich zum Husaren-Regiment 4. Hier wurde er am 27. September 1919 zum Leutnant befördert.
Nach dem Krieg wurde er in die Reichswehr übernommen. Zur Reitschule Hannover kommandiert, konnte er von 1924 bis 1929 zahlreiche Erfolge bei Reitturnieren erringen. Am 1. Juni 1927 zum Oberleutnant befördert, war er 1930 im Ausbildungs-Eskadron des 7. Reiter-Regiments (Breslau). Am 1. Februar 1934 zum Rittmeister befördert, ging er im gleichen Jahr zur motorisierten Truppe. Er kam in die Aufklärungs-Abteilung 3 (Stahnsdorf) und blieb hier auch beim Übergang in die Wehrmacht.
Seit Mitte Oktober 1938 war er als Adjutant im Stab der 3. Panzer-Division (Berlin). Von Anfang März 1940, seit 1. April 1941 Oberstleutnant, bis Juli 1941 war er Kommandeur des Kradschützen-Bataillons 1 bei der 1. Panzer-Division. Das Bataillon kämpfte unter seiner Führung im Westfeldzug. Anschließend übernahm er ab 20. Juli 1941 das Schützen-Regiment 113 (Krieg gegen die Sowjetunion), welches er auch nach der Umbenennung in Panzer-Grenadier-Regiments 113 weiter führte. Hier wurde er am 1. April 1942 zum Oberst befördert. Am 22. Juli 1943 gab er das Kommando ab.
Am 10. August 1943 wurde er mit der Führung der 11. Panzer-Division, welche aufgrund des Divisionsabzeichen Gespensterdivision genannt wurde, beauftragt. Mit seiner Beförderung zum Generalmajor am 1. November 1943 übernahm er die Division dann als Kommandeur. Von einer kurzen Unterbrechung vom 25. Februar 1944 bis 30. April 1944 abgesehen blieb er dies bis kurz vor Kriegsende. Bis Mitte 1944 kämpfte seine Division in Russland, danach an der Westfront. Am 1. Juli 1944 erfolgte seine Beförderung zum Generalleutnant. Vom 10. April 1945 an war er noch kurzzeitig für 9 Tage Kommandierender General im XXXXI. Panzerkorps. In dieser Zeit wurde die 11. Panzer-Division von Generalmajor Horst Freiherr Treusch von Buttlar-Brandenfels geführt. Ab 3. Mai 1945 übernahm Wietersheim wieder das Kommando.
Am 5. Mai 1945 kapitulierte er in Bayern vor den Amerikanern. Nach dem Krieg wohnte er in Bad Godesberg.
Nach dem Krieg wurde er durch das Amt Blank zur Wiederverwendung in der Bundeswehr aufgefordert. Er gehörte als Vizepräsident 1950, u. a. gemeinsam mit Generaloberst a. D. Heinrich von Vietinghoff (Präsident) und General der Panzertruppe Leo Geyr von Schweppenburg und General der Panzertruppe Fridolin von Senger und Etterlin, dem Militärischen Expertenausschuss, welche die Aufgabe hatte, die Schaffung einer neuen Armee voranzutreiben und als „unbelastet“ galten. Um 1955 soll es mehrere Gespräche für eine Übernahme Wietersheim als Divisionskommandeur in die Bundeswehr gegeben haben, aber ohne das letztendlich eine Reaktivierung erfolgte.
Wend von Wietersheim hatte am 25. April 1929 in Deichslau, Kreis Steinau in Schlesien, Rosi-Dorothee von Cölln (1910–1997) geheiratet. Aus der Ehe ging u. a. der spätere Oberst im Generalstab Armin Hans-Georg Kurt Mark von Wietersheim (1931–2007) hervor.

## Auszeichnungen (Auswahl)
- Eisernes Kreuz (1914) II. Klasse[12]
- Spange zum Eisernen Kreuz II. Klasse
- Deutsches Kreuz in Gold am 24. Dezember 1941[13]
- Ritterkreuz des Eisernen Kreuzes mit Eichenlaub und Schwertern[13]
  - Ritterkreuz am 10. Februar 1942[14]
  - Eichenlaub am 13. Januar 1943 (176. Verleihung) als Oberst
  - Schwerter am 26. März 1944 (58. Verleihung) als Generalmajor